# Aizu Nishi Kaidō
 (septembre 2019).
Le contenu est difficilement compréhensible vu les erreurs de traduction, qui sont peut-être dues à l'utilisation d'un logiciel de traduction automatique.
Le Aizu Nishi Kaidō (会津西街道) était une route longue de 130 km au Japon durant l'époque d'Edo, construite pour relier Imaichi (en), province de Shimotsuke (moderne préfecture de Tochigi) avec le château d'Aizuwakamatsu, situé au centre de la ville d'Aizuwakamatsu, préfecture de Fukushima. Le trajet d'Aizu Nishi Kaidō est suivi par la route nationale 121 ainsi que par la route préfectorale de Fukushima 131. La route a été établie après que Hoshina Masayuki a commandé la construction de routes reliant la capitale Edo (maintenant Tokyo) avec Aizu, une zone comprenant le tiers occidental de la préfecture de Fukushima.

## Stations du Nikkō Kaidō
Les 16 stations du Nikkō Kaidō sont présentées dans l'ordre de leur succession et réparties selon les préfectures modernes. Leur nom contemporain est indiqué entre parenthèses.

### Préfecture de Tochigi
Point de départ : Imaichi-shuku (今市宿, Nikkō, faisait aussi partie du Nikkō Kaidō)
1. Ōkuwa-shuku (大桑宿, Nikkō)
2. Takatoku-shuku (高徳宿, Nikkō)
3. Ōhara-shuku (大原宿, Nikkō)
4. Fujihara-shuku (藤原宿, Nikkō)
5. Takaharashinden-shuku (高原新田宿 (Nikkō)
6. Gōjūri-shuku (五十里宿, Nikkō)
7. Miyori-shuku (三依宿, Nikkō)
8. Yokokawa-shuku (横川宿, Nikkō)

### Préfecture de Fukushima

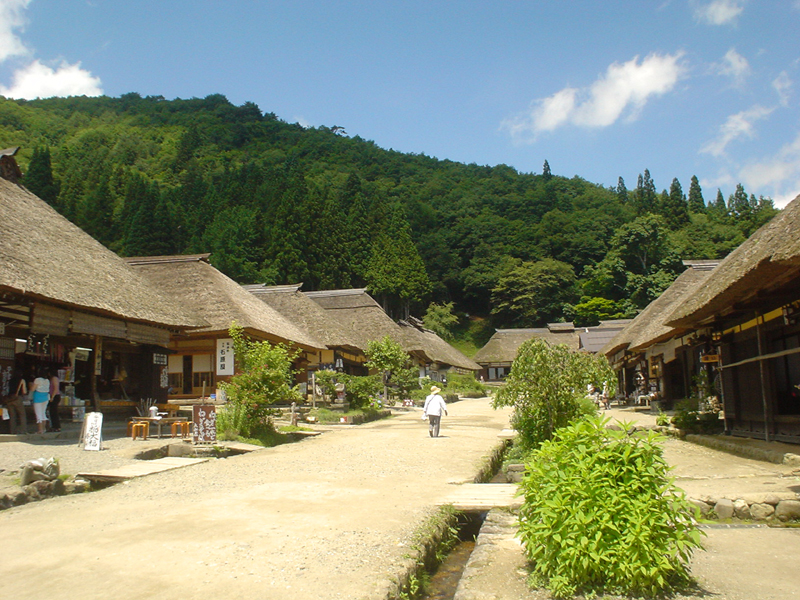
Ōuchi-juku.

9. Itozawa-juku (糸沢宿, Minamiaizu, district de Minamiaizu)
10. Kawashima-juku (川島宿, Minamiaizu, district de Minamiaizu)
11. Tajima-juku (田島宿, Minamiaizu, district de Minamiaizu)
12. Narahara-juku (楢原宿, Shimogō, district de Minamiaizu)
13. Koganei-shuku (倉谷宿, Shimogō, district de Minamiaizu)
14. Ōuchi-juku (大内宿, Shimogō, district de Minamiaizu)
15. Sekiyama-shuku (関山宿, Aizumisato, district d'Ōnuma)
16. Fukunaga-shuku (福永宿, Aizumisato, district d'Ōnuma)
Point d'arrivée : château d'Aizuwakamatsu (若松城, Aizuwakamatsu)

## Source de la traduction
- (en) Cet article est partiellement ou en totalité issu de l’article de Wikipédia en anglais intitulé « Aizu Nishi Kaidō » (voir la liste des auteurs).